# Bokoesam
Samuel Sekyere (Amsterdam, 17 november 1992), bekend onder zijn artiestennaam Bokoesam, is een Nederlands rapper. 

## Biografie
Bokoesam heeft een Ghanese vader en een Nederlandse moeder. Zijn artiestennaam is een combinatie van een scheldwoord voor Afrikanen, "bokoe", en zijn naam Samuel. In 2012 maakte hij met Gino Pietermaai het lied Doe de 360 voor het gelijknamige initiatief van NOC*NSF, Het Klokhuis en de KVLO. De videoclip werd gemaakt door Teemong en werd in het eerste half jaar een miljoen keer bekeken op YouTube. In dat jaar won hij de State Award voor beste 101Barzsessie. Zijn debuut-ep Nog Nooit Meegemaakt kwam uit in 2014. 
Bokoesam deed mee aan de uitzending van Ali B op volle toeren met Erik Mesie van 1 april 2015.
Bokoesam trad op met Ronnie Flex en onder andere tijdens Eurosonic Noorderslag, Bevrijdingsfestival, Appelsap en CrammerocK en in Doornroosje (Nijmegen) en Tivoli (Utrecht).
In december 2017 bracht Bokoesam in samenwerking met zangeres Famke Louise het nummer Vroom uit. De videoclip werd in drie dagen tijd 2 miljoen keer bekeken en 500 duizend keer gestreamd. De single belandde uiteindelijk op de zevende positie in de Nederlandse Single Top 100.
In 2023 deed Bokoesam mee als kandidaat van de Videoland-editie van het televisieprogramma De Verraders.

## Trivia
- In 2019 was Bokoesam te zien in de film House of No Limits.